# 奈良県道196号柳本田原本線
奈良県道196号柳本田原本線（ならけんどう196ごう やなぎもとたわらもとせん）は、奈良県天理市から磯城郡田原本町に至る一般県道である。

## 概要
天理市柳本町から磯城郡田原本町大字小阪に至る。

### 路線データ
- 起点：天理市柳本町（上長岡交差点、国道169号交点、奈良県道51号天理環状線上）
- 終点：磯城郡田原本町大字小阪（小阪交差点、国道24号交点）

## 路線状況

### 重複区間
- 奈良県道51号天理環状線（天理市柳本町・上長岡交差点（起点） - 天理市武蔵町）

### 道路施設

#### 橋梁
- 新川橋（西門川、天理市 - 磯城郡田原本町）
- 海上橋（大和川、磯城郡田原本町）

## 地理

### 通過する自治体
- 天理市
- 磯城郡田原本町

### 交差する道路
| 交差する道路                                  | 市町村名 | 市町村名 | 交差する場所 | 交差する場所        |
| --------------------------------------------- | -------- | -------- | ------------ | ------------------- |
| 国道169号 奈良県道51号天理環状線 重複区間起点 | 天理市   | 天理市   | 柳本町       | 上長岡交差点 / 起点 |
| 奈良県道51号天理環状線 重複区間終点           | 天理市   | 天理市   | 武蔵町       |                     |
| 国道24号                                      | 磯城郡   | 田原本町 | 大字小阪     | 小阪交差点 / 終点   |

### 交差する鉄道
- 桜井線

### 沿線
- 崇神天皇陵
- 櫛山古墳
- JR西日本桜井線 柳本駅